# استران
استران، روستایی است از توابع بخش مرکزی شهرستان خوی استان آذربایجان غربی ایران.

## جمعیت
این روستا در دهستان رهال قرار داشته و بر اساس آخربن سرشماری جمعیت آن ۱۳۷۳ نفر (۳۵۱ خانوار) بوده‌است.